# Guiorgui Mamardaixvili
Guiorgui Mamardaixvili (en georgià: გიორგი მამარდაშვილი: Guiorgui Mamardaixvili; Tbilisi, 29 de setembre de 2000) és un futbolista professional georgià que juga com a porter al Liverpool FC i a la selecció de futbol de Geòrgia.

## Carrera de club

### Primers passos a Geòrgia
Nascut a Tbilisi, Mamardaixvili és un producte del planter del Dinamo Tbilsi, on va arribar prodecent del FC Gagra. Després de ser suplent durant tota la temporada al primer equip durant la major part de 2018, fou cedit al FC Rustavi per la campanya 2019.
Mamardaixvili va fer el seu debut en la primera divisió georgiana el 2 de març de 2019, com a titular en una derrota al camp del Lokomotiv de Tbilisi per 4 a 1. Després de contribuir amb 28 partits per ajudar l'equip a evitar el descens, fou cedit al Lokomotiv.
Amb el Lokomotiv Tblisi va fer una molt bona campanya a la UEFA Europa League el 2020. Segons el diari Marca, la seva gran actuació contra el Granada va cridar l'atenció dels vistaires espanyols.
A finals de desembre va rebre el premi al porter de l'any de la Federació de Futbol de Geòrgia.
Les seves grans habilitats tampoc van passar desapercebudes a la UEFA quan va publicar una llista de 50 joves talents que s'espera que destaquin el 2021.

### València CF
El 7 de juny de 2021, Mamardaixvili va ser cedit per un any al València CF de La Liga, amb una clàusula de compra, i fou inicialment assignat al filial a Tercera Divisió RFEF. Va fer la pretemporada amb el primer equip, impressionant l'entrenador José Bordalás, i guanyant-se el lloc de titular en el primer partit de lliga contra Getafe CF el 13 d'agost, el qual va acabar en victòria 1–0 pels merengots. Continuaria sent el porter titular fins que a finals de setembre queda relegat a la suplència per Jasper Cillessen.
Després de diverses grans actuacions, el València exercí l'opció de compra el 31 de desembre del 2021. En la primera temporada a Mestalla, disputà 18 partits, 8 d'ells imbatut, i va estar 560 minuts seguits sense encaixar cap gol. Les jornades 1 i 35 estigué a l'equip de la setmana de La Lliga, i fou el millor jugador en tres partits.
La temporada següent (2022-23), Mamardaixvili va participar en els 38 partits de lliga sense ser substituït, siguent una peça fonamental en la consecució de la salvació del València CF a l'últim partit de la temporada contra el Betis. Tot i la difícil temporada de l'equip, el porter georgià va ser seleccionat tres vegades a l'equip de la setmana de la Lliga. Segons els vots dels aficionats del València, Mamardaixvili va ser nomenat millor jugador el 2023, mentre que l'any anterior havia quedat segon per darrere de Gonçalo Guedes.
La temporada 2023-24 va servir per consolidar, encara més, al georgià a la porteria de Mestalla. Tant és així que el 28 de gener de 2024, Mamardaixvili va passar a formar part de la història del club, després de batir el rècord de l'equip amb la seva 60a aparició consecutiva a la Lliga com a titular. Finalment, va jugar 69 partits de lliga seguits. En general, durant la seva tercera temporada al club Mamardaixvili va aconseguir resultats excel·lents. Va millorar el seu rècord de mantenir la porteria a 0 (13), va ser el porter de la lliga, juntament amb Unai Simón, que més penals va aturar (3) i va ser el que millor mitjana de gols evitats va tenir a la Lliga (9,7).
L'estiu del 2024 fou de contrastades emocions per a Mamardaixvili. Per una banda, el porter va disputar el seu primer gran torneig amb la selecció de Geòrgia, l'Eurocopa 2024, on va dur a terme actuacions molt sonades que van cridar l'atenció d'alguns dels clubs més importants d'Europa. La necessitat de vendre per part del València CF i l'alt nivell del porter georgià va conduir a un estiu amb intenses negociacions entre el club blanc-i-negre i el Liverpool FC, que es va postular com el màxim interessat en el porter després d'haver caigut altres opcions com les de la Juventus o l'Atlètic de Madrid, entre d'altres. Finalment, el traspàs es va tancar amb el pagament d'uns 35 milions d'euros per part del club anglès al València CF. Així i tot, el porter georgià quedaria cedit a l'equip de Mestalla per a la temporada 2024-25.
La seua última temporada a Mestalla va començar amb el reconeixement personal de France Football com un dels millors porters de l'any a la gal·la de la Pilota d'Or 2024. Després de la seua gran temporada amb el València CF i la Selecció de Geòrgia, Mamardaixvili fou reconegut com el setè millor porter del món, apareixent per primera vegada en el Top-10 del Trofeu Iaixin. No obstant, l'inici lliguer de l'equip va resultar molt complicat. L'equip dirigit per Rubén Baraja va passar tota la primera meitat del curs a la zona de descens i el nivell de Mamardaixvili va ser més discret que en anys anteriors. A més, al desembre el porter va caure lesionat i es va perdre tres partits de lliga. Amb l'arribada de Carlos Corberán els resultats van millorar i el València CF va evitar el descens després d'una molt bona dinàmica als primers mesos de 2025. Mamardaixvili fou clau de nou en la millora de l'equip, tenint actuacions molt destacades com la victòria enfront el Reial Madrid per 2-1 al Santiago Bernabéu on va parar un penalti a Vinicius. El 18 de maig de 2025, Mamardaixvili jugaria el seu últim partit a Mestalla, en la derrota del València per 0-1 contra l'Athletic Club. Així, el porter georgià deia adéu a l'afició valencianista després de 4 temporades i més de 130 partits amb la samarreta blanc-i-negra.

## Selecció georgiana
Després de fer tres aparicions amb l'equip sub-21 de Geòrgia, Mamardaixvili va debutar amb la selecció absoluta contra Bulgària en una derrota amistós per 4-1 el 8 de setembre de 2021.
El 9 de juny de 2022, va jugar el seu primer partit oficial en la victòria per 3-0 contra Macedònia del Nord a la Lliga de les Nacions de la UEFA 2022-23. Per la seva actuació a la tornada (2-0) al setembre, Mamardaixvili va ser nomenat a l'Equip de la Setmana de la jornada 5, i whoscored.com el va incloure al Millor XI mensual i estacional de la Lliga C.
L'estiu de 2023, Mamardaixvili va participar en tres partits al Campionat d'Europa sub-21 amb Geòrgia, que van va fer un molt bon paper arribant als quarts de final per primera vegada en la seva història.
El 26 de març de 2024, Geòrgia va vèncer a Grècia per 4–2 a la tanda de penals per classificar-se per a la Eurocopa d'Alemanya 2024, el primer gran torneig pels creuats. Mamardaixvili va ser un decisiu en aquest partit, salvant el primer llançament del davanter grec Anastasios Bakasetas.
Mamardaixvili va ser seleccionat per Geòrgia per participar a de l'Eurocopa 2024 a Alemanya. Va ser titular en el primer partit del seu país a una competició internacional important, una derrota per 3-1 contra Turquia el 19 de juny. Després de fer onze parades en el següent partit contra la República Txeca, Mamardaixvili va rebre el premi al Jugador del Partit. A més, alguns dels llocs analítics com Sofascore, Marca i 90min.com el van nomenar a l'Equip de la Ronda 2 i el primer li va atorgar el segon punt de valoració agregada després del migcampista espanyol Fabián Ruiz. En el tercer partit del grup F de l'equip, Mamardaixvili va mantenir la porteria a zero contra Portugal i Geòrgia va guanyar 2-0 a Gelsenkirchen per classificar-se per a la fase d'eliminatòries. Malgrat rebre quatre gols a vuitens de final i ser eliminats contra la futura campiona, Espanya, Mamardaixvili va acabar l'Eurocopa sent el porter que més aturades va fer en tot el torneig amb molta diferència.

## Estadístiques

### Club
A la fi de la temporada 2024/25.
| Club                       | Temporada     | Lliga         | Lliga   | Lliga | Copa Nacional | Copa Nacional | Continental | Continental | Altres  | Altres | Total  | Total |
| Club                       | Temporada     | Divisió       | Partits | Gols  | Partits       | Gols          | Partits     | Gols        | Partits | Gols   | Partts | Gols  |
| -------------------------- | ------------- | ------------- | ------- | ----- | ------------- | ------------- | ----------- | ----------- | ------- | ------ | ------ | ----- |
| Dinamo Tbilisi             | 2018          | Erovnuli Liga | 0       | 0     | 0             | 0             | —           | —           | —       | —      | 0      | 0     |
| Rustavi (cedit)            | 2019          | Erovnuli Liga | 28      | 0     | 2             | 0             | —           | —           | 2       | 0      | 32     | 0     |
| Locomotive Tbilisi (cedit) | 2020          | Erovnuli Liga | 11      | 0     | 1             | 0             | —           | —           | —       | —      | 12     | 0     |
| Locomotive Tbilisi (cedit) | 2021          | Erovnuli Liga | 18      | 0     | 2             | 0             | 3           | 0           | —       | —      | 23     | 0     |
| Locomotive Tbilisi (cedit) | Total Club    | Total Club    | 29      | 0     | 3             | 0             | 3           | 0           | 0       | 0      | 35     | 0     |
| València C.F.              | 2021–22       | La Liga       | 18      | 0     | 3             | 0             | —           | —           | —       | —      | 21     | 0     |
| València C.F.              | 2022–23       | La Liga       | 38      | 0     | 3             | 0             | —           | —           | 1       | 0      | 42     | 0     |
| València C.F.              | 2023–24       | La Liga       | 37      | 0     | —             | —             | —           | —           | —       | —      | 37     | 0     |
| València C.F.              | 2024-25       | La Liga       | 34      | 0     | —             | —             | —           | —           | —       | —      | 34     | 0     |
| València C.F.              | Total Club    | Total Club    | 127     | 0     | 6             | 0             | 0           | 0           | 1       | 0      | 134    | 0     |
| Total Carrera              | Total Carrera | Total Carrera | 181     | 0     | 11            | 0             | 3           | 0           | 3       | 0      | 198    | 0     |

1. ↑  Partits a Play-off de permanència de l'Erovnuli Liga
2. ↑  Partits a la Lliga Europa de la UEFA
3. ↑  Partits a la Supercopa d'Espanya

### Internacional
A 30 Juny 2024
| Selecció | Any   | Partis | Gols |
| -------- | ----- | ------ | ---- |
| Geòrgia  | 2021  | 1      | 0    |
| Geòrgia  | 2022  | 5      | 0    |
| Geòrgia  | 2023  | 8      | 0    |
| Geòrgia  | 2024  | 13     | 0    |
| Geòrgia  | 2025  | 2      | 0    |
| Total    | Total | 29     | 0    |

## Palmarès
Dinamo Tbilisi
- Erovnuli Liga subcampionat: 2018

València C.F.
- Copa del Rei subcampionat: 2021–22

Individual
- Porter de l'any a Geòrgia: 2020
- Membre de l'equip de la temporada de l'Erovnuli Liga: 2020
- Ordre d'Honor de Geòrgia: 2024[39]
- Futbolista georgià de l'any 2024[40]